# 貴城駅
貴城駅（クィソンえき、朝鮮語: 귀성역）は、朝鮮民主主義人民共和国の南浦特別市温泉郡の駅で、平南線に属する。 

## 隣の駅
平南線
路上駅 - 貴城駅 - 平南温泉駅